# 691
691 (DCXCI) je bilo navadno leto, ki se je po julijanskem koledarju začelo na nedeljo.

## Dogodki
- 1. januar

## Rojstva
Neznan datum
- Hišam ibn Abd al-Malik, kalif Omajadskega kalifata († 743)
- Marvan II., zadnji kalif Omajadskega kalifata († 750)

## Smrti
Neznan datum
- Ilteriš kagan, ustanovitelj Drugega turškega kaganata (* ni znano)
- Teoderik III., kralj Frankov (* 654)